# 스톨른
《스톨른》(영어: Stolen)은 2012년 공개된 미국의 액션 스릴러 영화이다.

## 줄거리
뉴올리언스. 윌과 그의 동료 빈센트, 라일리, 호이트는 은행에서 지폐 천만 달러 어치를 훔친 뒤 이들의 계획을 미리 알고 출동한 FBI에게 쫓긴다. 윌이 돈을 챙기는 사이 차에 올라타있던 나머지 동료들은 윌을 버리고 떠나버리고, 윌은 FBI에 붙잡히기 직전 천만 달러를 전부 불태워버린다.
8년 뒤 석방된 윌에게 휴대 전화 한 대가 배송된다. 이 전화기로 전화를 걸어온 빈센트는 윌의 딸 앨리슨을 납치했음을 밝히며 12시간 내에 은행에서 훔쳤던 천만 달러를 내놓으라고 요구한다.

## 출연
- 니컬러스 케이지 - 윌 몽고메리 역
- 대니 휴스턴 - 팀 할런드 요원 역
- 말린 오케르만 - 라일리 심스 역
- 새미 게일 - 앨리슨 몽고메리 역
- 마크 밸리 - 플레처 요원 역
- M.C. 게이니 - 도널드 호이트 역
- 조시 루커스 - 빈센트 킨지 역
- 탱크 세이드 - 피터 역
- J.D. 에버모어